# Pandiangan
Pandiangan is een bestuurslaag in het regentschap Dairi van de provincie Noord-Sumatra, Indonesië. Pandiangan telt 1456 inwoners (volkstelling 2010).